# Самый первый
«Самый первый» — советский короткометражный мультфильм.
Второй из трёх сюжетов мультипликационного альманаха «Весёлая карусель» № 2.
В мультфильме звучит инструментальная пьеса Вадима Гамалии «Весенняя прогулка» в исполнении ансамбля п/у автора (свист — Олег Анофриев).

## Сюжет
Ленивый пионер не хочет самостоятельно идти в поход и пытается всяческими уловками обогнать своих товарищей. Сначала он забирается в рюкзак к товарищу и едет в нём. Но когда товарищ отвлекается на ягоды, рюкзак берёт медведь. Лентяй едва избегает опасности быть раздавленным медведем, который хочет сесть на рюкзак. После неудачных попыток разозлившйся медведь выбрасывает рюкзак с пионером, который попадает на рога лосю. Тот же, испугавшись, бежит со скоростью поезда и выбрасывает рюкзак в болото.
Там лентяй встречает аиста, чью ногу принял за камыш, которым хотел отпугнуть лягушек. Аист съедает колбасу, которой до этого игрался герой (изображая то подзорную трубу, то вождение автомобиля), и, усмехнувшись от наслаждения, берёт рюкзак в клюв и приносит его в гнездо на дереве, которое растёт на вершине горы, куда стремятся дойти пионеры.
Обрадовавшись такому повороту событий, лентяй в рюкзаке проламливает гнездо, после чего с криками скатывается с горы, напугав товарищей. В итоге он оказывается около своего оставленного рюкзака (да ещё и с ушибленной спиной), в то время как его товарищи достигают своей цели.

## Съёмочная группа
| Авторы сценария                       | Феликс Камов, Александр Курляндский, Аркадий Хайт                                         |
| Режиссёр                              | Анатолий Петров                                                                           |
| Художник-постановщик                  | Александр Волков                                                                          |
| Оператор                              | Михаил Друян                                                                              |
| Художники-мультипликаторы:            | Галина Баринова, Геннадий Сокольский                                                      |
| Ассистент режиссёра                   | Елена Шилова                                                                              |
| Роли озвучивали (в титрах не указаны) | Мария Виноградова — ленивый пионер Александр Баранов — шумовое оформление (медведь, лось) |